# Rüdiger von Hirschberg
Rüdiger Freiherr von Hirschberg (* 10. Oktober 1907 in Bamberg; † 12. Juni 1987 in Weilheim) war ein deutscher Filmproduzent und Herstellungsleiter.

## Leben
Rüdiger Freiherr von Hirschberg war der Sohn des Generalleutnants Karl Freiherr von Hirschberg (1855–1927). 1925 bis 1927 (Abitur, u. a. mit Bernhard Rehm und Wilhelm Zoepf) besuchte er das Münchner Maximiliansgymnasium. Anschließend sollte er in die Fußstapfen seines Vaters treten und Berufsoffizier bei der Reichswehr werden. Er studierte jedoch zunächst an der Technischen Hochschule in München und an der Bonner Universität. 
Im Jahr 1933 entschloss er sich für den Wechsel zum Film und gründete eine eigene Produktionsfirma, die Deka-Film GmbH. Das erste Produkt dieser kleinen Filmgesellschaft war die prestigeträchtige, mit Emil Jannings prominent besetzte Preußen-Huldigung Der alte und der junge König, mit der Hirschberg, ganz im Sinne des NS-Regimes, dem Führerprinzip huldigte. Die folgenden Deka-Produktionen waren Unterhaltungsfilme.
Im Jahr 1943 wurde Baron Hirschberg zur Wehrmacht eingezogen – er diente als Oberleutnant und Geschwaderadjutant der Luftwaffe – und musste die Produktion einstellen. Aus der Gefangenschaft entlassen, begann er 1946 mit der Auswertung von Vorkriegsfilmen aus der eigenen ‘Deka’-Produktion. Erst 1952 nahm er die Herstellung von Filmen wieder auf, diesmal als Angestellter (Herstellungsleiter) der Münchner Firma „Neue Emelka“. 
Seit Mitte der 1950er-Jahre war Hirschberg nur noch sehr sporadisch aktiv. Anfang 1957 drehte der ehemalige Luftwaffenpilot einen politisch sehr umstrittenen Spielfilm über das Leben des zu NS-Zeiten gefeierten Jagdfliegers Hans-Joachim Marseille (Der Stern von Afrika). Sechs Jahre später war er an Wolfgang Staudtes vergangenheitskritischem Zeitbild Herrenpartie beteiligt. Zuletzt versuchte sich der Baron, mit recht spärlichem Output, wieder als unabhängiger Produzent (Botschaft der Götter, Der Falke).

## Filmographie (Auswahl)
- 1935: Der alte und der junge König
- 1935: Der Mann mit der Pranke
- 1936: Befehl ist Befehl
- 1937: Man spricht über Jacqueline
- 1937: Liebe kann lügen
- 1938: Liebelei und Liebe
- 1939: Salonwagen E 417
- 1939: Weltrekord im Seitensprung
- 1939: Angelika
- 1940: Das Orchestrion (Kurzfilm)
- 1940: Der dunkle Punkt
- 1941: Alles für Gloria
- 1943: …und die Musik spielt dazu
- 1952: Der Kaplan von San Lorenzo
- 1953: Ich und Du
- 1953: Straßenserenade
- 1954: Gitarren der Liebe
- 1957: Der Stern von Afrika
- 1960: Affäre Nabob (Au voleur!)
- 1963: Herrenpartie
- 1976: Erich von Däniken: Botschaft der Götter (Dokumentarfilm)
- 1981: Der Falke